# Rachel Beer
Rachel Beer est une journaliste et rédactrice en chef britannique née le 7 avril 1858 à Bombay et morte le 29 avril 1927 à Royal Tunbridge Wells.

## Biographie

### Jeunesse
Rachel Sassoon appartient à la famille Sassoon, une famille d'hommes d'affaires juifs originaire de Bagdad, installée à Bombay depuis les années 1830. Elle est le deuxième enfant et la seule fille de Sassoon David Sassoon (en) et de son épouse Farha Reuben.
Son père quitte l'Inde pour Londres en 1858, une semaine après sa naissance. Rachel, sa mère et son grand frère Joseph le rejoignent en 1860. Ils habitent alors une maison située à l'est du Regent's Park.
En octobre 1863, son père achète le manoir Ashley Park situé à Walton-on-Thames, dans le Surrey.
Son père meurt le 22 juin 1867 et laisse à Rachel un fond de 10 000 £.
Durant son enfance, Rachel et ses frères sont éduqués par leur tuteur Arthur Read tandis qu'un rabbin vient régulièrement leur apprendre l’hébreu et la religion hébraïque. Rachel apprend également le piano et joue souvent avec son frère Alfred qui est violoniste.
Pendant sa jeunesse, Rachel participe aux activités philanthropiques de sa mère. Elle participe en juillet 1872 à la garden-party où la femme et les filles du Premier ministre William Gladstone sont invitées d'honneur.
Fin 1881, alors qu'elle a 23 ans, sa sonate pour piano en si bémol majeur est publiée par Chappell of Bond Street puis est joué au St James's Hall le 23 mai 1882. Peu de temps après sa gavotte et tarentelle pour violoncelle est joué à Marlborough Rooms puis c'est au tour de son trio pour piano, violon et violoncelle d'être joué en décembre 1882.
Lorsque son frère Joseph se mari en 1884 à Louise de Gunzburg, Rachel et sa mère doivent laisser Ashley Park aux jeunes mariés. Elles partent alors habiter à Brighton où la grand-mère paternelle et deux oncles de Rachel ont acheté des maisons.
Rachel Sassoon commence alors à travailler comme infirmière bénévole au Royal Brompton Hospital. Cela lui permet de se séparer de sa mère et d'habiter indépendamment au 58 Sloane Street. Elle travailla à l’hôpital deux ans.

### Vie de famille
Elle se marie en 1887 avec Frederick Arthur Beer, fils de Julius Beer (en), un homme d'affaires juif originaire de Francfort. Il est alors le plus jeune propriétaire d'un journal de toute l'Angleterre. En effet, à la mort de son père en 1880, Frederick a hérité du journal The Observer.
La cérémonie de mariage a lieu le 4 août 1887 sans la présence d'un membre de la famille Sassoon.
Le jour d'avant la cérémonie, Rachel décide de se convertir à la religion de Frederick, l'anglicanisme.
Son mariage et sa conversion fait d'elle une fille ostracisée aux yeux de sa mère, elle est alors exclus du mariage de son cousin et ne peut également pas visiter son frère Frederick lorsqu'il fut diagnostiqué de la tuberculose. Elle ne fut également pas autorisée à lui rendre un dernier hommage lorsqu'il mourut en 1889.
Les jeunes mariés ont en commun l'amour de l'art et ils acquirent ensemble de nombreuses peintures.

### Journaliste et rédactrice en chef
Peu après son mariage, Rachel Beer écrit ses premiers articles pour The Observer, un journal qui appartient à son beau-père. Elle en devient la rédactrice en chef en 1891 : c'est la première fois qu'un journal de Fleet Street est dirigé par une femme. Elle rachète également The Sunday Times en 1893. En 1898, elle publie dans The Observer les révélations de Ferdinand Walsin Esterhazy, qui avoue être l'auteur du bordereau à l'origine de l'affaire Dreyfus.

#### Point de vue sur l'éducation des femmes
En tant qu'éditrice du Sunday Times, Rachel s'exprime en 1899 :

« Au fil des années, on a dissimulé le fait que les femmes pouvaient avoir leur domicile, lire, assister à des conférences, passer des examens et… les réussir extrêmement bien, même parfois en faisant de l’ombre aux héritiers légitimes de la distinction universitaire. Mais les femmes ne peuvent pas encore gagner les lettres mystiques qui devraient raconter au monde leurs réussites. Il est possible de justifier cette incongruité… Seule la possession de diplômes sera utile à une femme dans le combat de sa vie. Doit-on dire que c’est pour cette raison qu’une université masculine les a refusés ? »

— Negev et Koren 2011, p. 57
Elle se prononce ici contre la proposition selon laquelle, pour qu'une femme obtienne un Bachelor of Arts d'Oxford, elle devrait obtenir les honneurs à au moins un des examens, une exigence non demandée pour un homme.

#### Point de vue sur le mariage
Elle se prononce sur le mariage dans ces termes dans le Sunday Times :

« Peu de femmes peuvent être à la fois amantes, mères, gourmets, saintes, brillantes oratrices, bonnes ménagères, compagnes et nourrices. Les hommes ont des attentes trop grandes. Quand la polygamie était à la mode, un homme risquait son bonheur domestique dans des compartiments. Si l’une de ses partenaires se révèle être un échec, il pourrait essayer une seconde, une troisième ou même une vingtième femme. Mais il y avait des peines de cœur même à cette époque. De nos jours, la seule chance de réparer l’erreur initiale est la mort ou le divorce. Peut-être, après tout, les patriarches n’ont-ils pas eu le meilleur, car les épouses anglaises ont fait de l’Angleterre ce qu’elle est, et leurs remplaçantes restent à découvrir. »

— Negev et Koren 2011, p. 116
Courant 1895, la socialiste, féministe et suffragette Édith Lanchester est placée de force par son père et ses frères dans un asile psychiatrique lorsqu'elle exprime son souhait de vivre en union libre avec son amant. Lors de sa libération en novembre, Rachel écrit dans l'éditorial du Sunday Times qu'elle trouve les idées d'Édith sur le mariage intéressantes et importantes.

### Fin de vie
Après la mort de son mari, en 1903, sa santé mentale se dégrade. Elle est hospitalisée sans consentement l'année suivante et ses deux journaux sont revendus. Bien qu'elle récupère une partie de ses facultés, elle reste à l'écart de la vie publique jusqu'à sa mort, à l'âge de 69 ans de la syphilis probablement contaminée par son mari. Sa fortune est partagée entre ses neveux, parmi lesquels le poète Siegfried Sassoon.

### Postérité
Le 22 juillet 1927, sa collection de peinture est vendue aux enchères à Londres.